# Rio Goascorán
Goascorán é um rio localizado no território de Honduras e El Salvador, na América Central. Define parte da fronteira entre os dois países.